# Chefs da Nossa Terra
Chefs da Nossa Terra é uma competição culinária, inicialmente, emitida a partir de uma localidade diferente, a cada semana, nas tardes de domingo da RTP1. A partir da segunda temporada, o programa passa a ser emitido a partir de um estúdio fixo, nas tardes de sábado do canal.
Na primeira temporada, o programa foi apresentado por Isabel Silva e João Paulo Rodrigues e contou com reportagens, alternadamente, de Inês Carranca, Tiago Góes Ferreira e Idevor Mendonça. 
A partir da segunda temporada, a apresentação ficou a cargo apenas de Isabel Silva.
Ao contrário da primeira temporada, os episódios da segunda passam a ser maioritariamente gravados.
Venceu o prémio "Escolha do Consumidor 2024", na categoria "TV - Programas de Entretenimento ao Domingo".

## Temporadas
| 1.ª                       | 11 | 15 de maio de 2022   | 31 de julho de 2022  |                      |                      |                      |                      |                      |                      |
| 2.ª                       | 18 | 16 de março de 2024  | 24 de agosto de 2024 |                      |                      |                      |                      |                      |                      |
| Especial Santos Populares | 1  | 8 de junho de 2024   | 8 de junho de 2024   | 8 de junho de 2024   | 8 de junho de 2024   | 8 de junho de 2024   | 8 de junho de 2024   | 8 de junho de 2024   | 8 de junho de 2024   |
| Especial Artistas         | 1  | 31 de agosto de 2024 | 31 de agosto de 2024 | 31 de agosto de 2024 | 31 de agosto de 2024 | 31 de agosto de 2024 | 31 de agosto de 2024 | 31 de agosto de 2024 | 31 de agosto de 2024 |
| 3.ª                       |    | 26 de abril de 2025  |                      |                      |                      |                      |                      |                      |                      |

## Sinopse

#### 1.ª Temporada
Um formato original para toda a família onde não falta música, animação, tradição e, claro, a gastronomia típica de cada região.
Chefs da Nossa Terra, conduzido por Isabel Silva e João Paulo Rodrigues, percorrerá o país de norte a sul com o objetivo de promover o melhor que cada região tem para oferecer ao nível da riqueza natural, histórica, turística e económica. 
Nesta viagem pelos sabores e tradições de Portugal os nossos apresentadores contam com a ajuda dos repórteres do programa: Inês Carranca, Tiago Góes Ferreira e Idevor Mendonça, que vão andar pela localidade ao longo de toda a tarde, dando a conhecer os seus principais pontos de interesse e entrevistando os habitantes mais castiços e divertidos da terra.
Na competição culinária mais original da televisão portuguesa vamos contar semanalmente com 4 equipas de 4 elementos que podem ser compostas por familiares, amigos, vizinhos ou colegas de trabalho. 
Em cada programa as equipas vão ser postas à prova num conjunto de provas culinárias. O júri da competição é composto por três jurados profissionais, diferentes todas as semanas. Dois deles são reconhecidos chefs de cozinha e o terceiro é um conceituado chef da localidade visitada. 
O objetivo é dar a conhecer a sua gastronomia regional, o que irá obrigar que as equipas a conhecer e valorizar os produtos regionais e cozinhá-los com originalidade.
No palco de Chefs da Nossa Terra contaremos com os artistas da música popular portuguesa com os seus maiores e mais recentes êxitos.

#### 2.ª Temporada
Surpresas, tradições, gastronomia típica e muita animação.
Tão deliciosa como a nossa gastronomia regional é a nova temporada de Chefs da Nossa Terra, apresentada por Isabel Silva.
Fábio Bernardino, Lídia Brás e Marco Gomes são os três Chefs que vão avaliar as equipas e os seus pratos típicos na competição. 
Em cada programa, duas equipas irão defrontar-se do primeiro até ao último minuto, utilizando as mais variadas técnicas e conhecimentos culinários para provarem que a gastronomia da sua região merece vencer. 
Como nenhum português consegue resistir a um bom prato, todos vamos querer participar nesta deliciosa e emocionante competição.

#### 3.ª Temporada
A competição mais deliciosa do nosso país está de volta à RTP. 
Os Chefs Joana Duarte, Lígia Santos e Marco Gomes vão juntar-se à energia contagiante de Isabel Silva para uma temporada que promete surpreender todos com o melhor da cozinha das várias regiões do nosso país.

## Equipa
| Apresentadores       | Período         |
| -------------------- | --------------- |
| Isabel Silva         | 2022 - presente |
| João Paulo Rodrigues | 2022            |

| Repórteres          | Período |
| ------------------- | ------- |
| Inês Carranca       | 2022    |
| Tiago Góes Ferreira | 2022    |
| Idevor Mendonça     | 2022    |

| Chefs Fixos                | Período                  |
| -------------------------- | ------------------------ |
| Fábio Bernardino           | 2024                     |
| Lídia Brás                 | 2024 / 2025 (substituta) |
| Marco Gomes                | 2024 - presente          |
| Luísa Fernandes «Luisinha» | 2024                     |
| Joana Duarte               | 2025 - presente          |
| Lígia Santos               | 2025 - presente          |

## Emissões

### 1.ª Temporada
| Data                | Localidade           | Apresentadores                                           | Chefs Convidados                                |
| ------------------- | -------------------- | -------------------------------------------------------- | ----------------------------------------------- |
| 15 de maio de 2022  | Ponte de Lima        | Isabel Silva, João Paulo Rodrigues e Inês Carranca       | João Pedro Coelho, Lígia Santos e Marco Gomes   |
| 22 de maio de 2022  | Ponte da Barca       | Isabel Silva, João Paulo Rodrigues e Tiago Goés Ferreira | Amaya Guterres, Deolinda Oliveira e Marco Gomes |
| 5 de junho de 2022  | Peso da Régua        | Isabel Silva, João Paulo Rodrigues e Inês Carranca       | Diogo Rocha, Jorge Coimbra e Rui Paula          |
| 16 de junho de 2022 | Setúbal              | Isabel Silva, João Paulo Rodrigues e Tiago Goés Ferreira | Carlos Afonso, Cátia Goarmon e Mauro Loureiro   |
| 19 de junho de 2022 | Lamego               | Isabel Silva, João Paulo Rodrigues e Tiago Goés Ferreira | Diogo Rocha, Lígia Santos e Paulo Matos         |
| 26 de junho de 2022 | Leiria               | Isabel Silva, João Paulo Rodrigues e Idevor Mendonça     | Amaya Guterres, Diogo Rocha e Rui Lopes         |
| 10 de julho de 2022 | Albufeira            | Isabel Silva, João Paulo Rodrigues e Inês Carranca       | Leonel Pereira, Luís Mourão e Noélia Jerónimo   |
| 17 de julho de 2022 | São Domingos de Rana | Isabel Silva, João Paulo Rodrigues e Tiago Goés Ferreira | Luísa Fernandes, Rui Mota e Vítor Sobral        |
| 24 de julho de 2022 | Vila Verde           | Isabel Silva, João Paulo Rodrigues e Tiago Goés Ferreira | Carlos Torres, Diogo Rocha e Óscar Geadas       |
| 30 de julho de 2022 | Seixal               | Isabel Silva, João Paulo Rodrigues e Tiago Goés Ferreira | João Macedo, Luísa Fernandes e Marco Gomes      |
| 31 de julho de 2022 | Seixal               | Isabel Silva, João Paulo Rodrigues e Inês Carranca       | Cátia Goarmon, Diogo Rocha e Vítor Sobral       |

### 2.ª Temporada
| Eliminatórias            |                  |                      |
| Noa                      | Porto            | 16 de março de 2024  |
| Clemente                 | Setúbal          | 16 de março de 2024  |
| Tanya                    | Faro             | 23 de março de 2024  |
| Augusto Canário          | Viana do Castelo | 23 de março de 2024  |
| Cláudia Martins          | Braga            | 30 de março de 2024  |
| Carla Matadinho          | Évora            | 30 de março de 2024  |
| Noémia Costa             | Lisboa           | 6 de abril de 2024   |
| Fernando Correia Marques | Vila Real        | 6 de abril de 2024   |
| Cristiana Pereira        | Bragança         | 13 de abril de 2024  |
| Luís Filipe Reis         | Guarda           | 13 de abril de 2024  |
| Pedro Medeiros           | Açores           | 20 de abril de 2024  |
| Alexandra                | Castelo Branco   | 20 de abril de 2024  |
| Tita                     | Aveiro           | 27 de abril de 2024  |
| David Antunes            | Santarém         | 27 de abril de 2024  |
| Miguel Azevedo           | Beja             | 4 de maio de 2024    |
| Némanus                  | Leiria           | 4 de maio de 2024    |
| Luís Jardim              | Madeira          | 11 de maio de 2024   |
| Catarina Rocha           | Viseu            | 11 de maio de 2024   |
| Inês Santos              | Coimbra          | 18 de maio de 2024   |
| Vítor Emanuel            | Portalegre       | 18 de maio de 2024   |
| Quartos de Final         |                  |                      |
| Carla Matadinho          | Évora            | 25 de maio de 2024   |
| Noémia Costa             | Lisboa           | 25 de maio de 2024   |
| Tita                     | Aveiro           | 1 de junho de 2024   |
| Noa                      | Porto            | 1 de junho de 2024   |
| Cristiana Pereira        | Bragança         | 29 de junho de 2024  |
| Rebeca                   | Leiria           | 29 de junho de 2024  |
| Alexandra                | Castelo Branco   | 6 de julho de 2024   |
| Dora Maria               | Portalegre       | 6 de julho de 2024   |
| Luís Jardim              | Madeira          | 13 de julho de 2024  |
| Melânia Gomes            | Viana do Castelo | 13 de julho de 2024  |
| Semifinais               |                  |                      |
| Cristiana Pereira        | Bragança         | 20 de julho de 2024  |
| Alexandra                | Castelo Branco   | 20 de julho de 2024  |
| Luís Jardim              | Madeira          | 10 de agosto de 2024 |
| Noa                      | Porto            | 10 de agosto de 2024 |
| Final                    |                  |                      |
| Cristiana Pereira        | Bragança         | 24 de agosto de 2024 |
| Noa                      | Porto            | 24 de agosto de 2024 |

| Chefs Convidados          | Data                 |
| ------------------------- | -------------------- |
| José Júlio Vintém         | 16 de março de 2024  |
| Mauro Loureiro            | 23 de março de 2024  |
| Inês Beja                 | 30 de março de 2024  |
| Cátia Goarmon             | 6 de abril de 2024   |
| Lígia Santos              | 13 de abril de 2024  |
| António Queiróz Pinto     | 20 de abril de 2024  |
| Francisca Dias            | 27 de abril de 2024  |
| Paulo André               | 4 de maio de 2024    |
| Flávio Gonçalves          | 11 de maio de 2024   |
| Cristina Manso Preto      | 18 de maio de 2024   |
| Nuno Bergonse             | 25 de maio de 2024   |
| Filipe Ramalho            | 1 de junho de 2024   |
| João d'Eça Lima           | 29 de junho de 2024  |
| Jossara Martins           | 6 de julho de 2024   |
| Henrique Sampaio Ferreira | 13 de julho de 2024  |
| Justa Nobre               | 20 de julho de 2024  |
| Gabriel Campino           | 10 de agosto de 2024 |
| Kiko Martins              | 24 de agosto de 2024 |

#### Especiais
| Data                 | Especial         | Equipa        | Participantes                                |
| -------------------- | ---------------- | ------------- | -------------------------------------------- |
| 8 de junho de 2024   | Santos Populares | Santo António | Isabel Figueira, Luís Ganito e Sérgio Rossi  |
| 8 de junho de 2024   | Santos Populares | São João      | Marisa Cruz, Carina Caldeira e Sissi Martins |
| 31 de agosto de 2024 | Artistas         | Atores        | Joana França, Heitor Lourenço e Tiago Aldeia |
| 31 de agosto de 2024 | Artistas         | Cantores      | Romana, Toy e Vítor Rodrigues                |

| Chefs Convidados     | Data                 |
| -------------------- | -------------------- |
| Hugo Alves           | 8 de junho de 2024   |
| Tiago Emanuel Santos | 31 de agosto de 2024 |

### 3.ª Temporada
| Eliminatórias         |                  |                     |
| António Pinto Basto   | Évora            | 26 de abril de 2025 |
| Safira                | Guarda           | 26 de abril de 2025 |
| Ana Arrebentinha      | Beja             | 3 de maio de 2025   |
| Xavier                | Porto            | 3 de maio de 2025   |
| Tucha                 | Santarém         | 10 de maio de 2025  |
| Catarina Rocha        | Viseu            | 10 de maio de 2025  |
| Suzana Pragosa        | Leiria           | 24 de maio de 2025  |
| Luís Lourenço         | Viana do Castelo | 24 de maio de 2025  |
| Beatriz Rosário       | Coimbra          | 31 de maio de 2025  |
| Jorge Guerreiro       | Lisboa           | 31 de maio de 2025  |
| Vítor Rodrigues       | Braga            | 7 de junho de 2025  |
| Alexandra             | Castelo Branco   | 7 de junho de 2025  |
| Joana Machado Madeira | Faro             | 14 de junho de 2025 |
| João Quintino         | Madeira          | 14 de junho de 2025 |
| Cristiana Pereira     | Bragança         | 21 de junho de 2025 |
| Vítor Emanuel         | Portalegre       | 21 de junho de 2025 |
| Pedro Medeiros        | Açores           | 28 de junho de 2025 |
| Eduardo Sant'Ana      | Setúbal          | 28 de junho de 2025 |
| Pedro Miguel          | Aveiro           | 5 de julho de 2025  |
| Carlos Ribeiro        | Vila Real        | 5 de julho de 2025  |
| Quartos de Final      |                  |                     |
| António Pinto Basto   | Évora            | 12 de julho de 2025 |
| Carlos Ribeiro        | Vila Real        | 12 de julho de 2025 |
| Vítor Emanuel         | Portalegre       | 19 de julho de 2025 |
| Tucha                 | Santarém         | 19 de julho de 2025 |
| Vítor Rodrigues       | Braga            | 26 de julho de 2025 |
| Suzy Guerra           | Coimbra          | 26 de julho de 2025 |
| Suzana Pragosa        | Leiria           | 2 de agosto de 2025 |
| João Quintino         | Madeira          | 2 de agosto de 2025 |

| Chefs Convidados      | Data                |
| --------------------- | ------------------- |
| Gabriel Campino       | 26 de abril de 2025 |
| Mauro Loureiro        | 3 de maio de 2025   |
| Justa Nobre           | 10 de maio de 2025  |
| Pedro Pancas          | 24 de maio de 2025  |
| José Maria Lino       | 31 de maio de 2025  |
| Ana Moura             | 7 de junho de 2025  |
| Ana Cardoso           | 14 de junho de 2025 |
| Ricardo Nogueira      | 21 de junho de 2025 |
| Helena Marques        | 21 de junho de 2025 |
| Miguel Mesquita       | 28 de junho de 2025 |
| António Queiróz Pinto | 5 de julho de 2025  |
| Vítor Adão            | 12 de julho de 2025 |
| Célia Mendes          | 19 de julho de 2025 |
| Luísa Fernandes       | 26 de julho de 2025 |
| Ricardo Costa         | 2 de agosto de 2025 |